# Mozelj
Mozelj (nemško Mösel) je naselje v občini Kočevje.
Mozelj je razpotegnjena obcestna vas v Kočevskem podolju (na Mozeljskem polju) ob cesti Kočevje - Predgrad. Vas leži sredi obširnih pašnikov. Do druge svetovne vojne je bila večinoma naseljena s Kočevarji. Tu ima Posestvo Snežnik svoje delovišče.
Na severozahodnem obrobju vasi stoji baročna župnijska cerkev sv. Lenarta
poatavljene 1720 na mestu starejše taborske cerkve iz leta 1520. Na tabor spominja le utrjeno pritličje zvonika.